# Ruta Estatal de Nevada 894
La Ruta Estatal de Nevada 894, y abreviada SR 894 (en inglés: Nevada State Route 894) es una carretera estatal estadounidense ubicada en el estado de Nevada. La carretera inicia en el Sur desde Shoshone hacia el Norte en la US 93     en Lages Station. La carretera tiene una longitud de 26,7 km (16,617 mi).

## Mantenimiento
Al igual que las autopistas interestatales, y las rutas federales y el resto de carreteras estatales, la Ruta Estatal de Nevada 894 es administrada y mantenida por el Departamento de Transporte de Nevada por sus siglas en inglés Nevada DOT.